# Țăvârlău, Teleorman
Țăvârlău este un sat în comuna Poeni din județul Teleorman, Muntenia, România. Se află în partea de nord a județului,  în Câmpia Găvanu-Burdea, la limita cu județul Dâmbovița. La recensământul din 2002 avea o populație de 75 locuitori.